# Girobicupola triangolare elongata
In geometria solida, la girobicupola triangolare elongata è un poliedro con 20 facce che può essere costruito, come intuibile dal suo nome, allungando una girobicupola triangolare, meglio nota come cubottaedro, inserendo un prisma esagonale tra le due cupole triangolari che la compongono.

## Caratteristiche
Se tutte le sue facce sono poligoni regolari una girobicupola triangolare elongata è uno dei 92 solidi di Johnson, in particolare quello indicato come J36, ossia un poliedro strettamente convesso avente come facce dei poligoni regolari ma comunque non appartenente alla famiglia dei poliedri uniformi.
Per quanto riguarda i 18 vertici di questo poliedro, su 12 di essi incidono tre facce quadrate e una triangolare, mentre sugli altri sei incidono due facce quadrate e due triangolari.

## Formule
Considerando una girobicupola triangolare elongata avente come facce dei poligoni regolari aventi lato di lunghezza {\displaystyle a}, le formule per il calcolo del volume {\displaystyle V} e della superficie {\displaystyle A} risultano essere:
{\displaystyle V=\left({\frac {5{\sqrt {2}}}{3}}+{\frac {3{\sqrt {3}}}{2}}\right)a^{3}\approx 4,9551\ldots a^{3};}
{\displaystyle A=2(6+{\sqrt {3}})a^{2}\approx 15,4641\ldots a^{2}.}

## Poliedri e tassellature dello spazio correlati
La girobicupola triangolare elongata può formare una tassellatura dello spazio completa se utilizzata assieme a tetraedri e piramidi quadrate.